# Reahovțite, Gabrovo
Reahovțite (în bulgară Ряховците) este un sat în comuna Sevlievo, regiunea Gabrovo,  Bulgaria. 

## Demografie
Componența etnică a satului Reahovțite
     Turci (73,91%)
     Bulgari (22,85%)
     Nicio identificare (3,22%)
     Altele (0%)
La recensământul din 2011, populația satului Reahovțite era de 1.365 locuitori. Din punct de vedere etnic, majoritatea locuitorilor (73,91%) erau turci, cu o minoritate de bulgari (22,85%). Pentru 3,22% din locuitori nu este cunoscută apartenența etnică.